# Domingos Chan
Domingos Chan Tat Sun - em chinês, 多明戈斯陳達新 (11 de setembro de 1970), conhecido por Domingos Chan ou ainda Chan Tat Sun, é um ex-futebolista macaense que atuava como goleiro.
Em sua carreira, destacou-se no futebol de Hong Kong, onde atuou pelo Sun Hei em 2 passagens (2000 a 2007 e 2009 a 2012). No futebol macaense, jogou por Lam Pak, Monte Carlo, Chao Pak Kei e Sun City FC, onde encerrou a carreira em 2021, aos 51 anos - ele havia se aposentado pela primeira vez em 2017 mas seguiu registrado como jogador do CPK por mais 2 temporadas.
Pela Seleção de Macau, Domingos Chan jogou 14 partidas entre 1997 e 2006.

## Títulos
Lam Pak
- Liga de Elite: 1998, 1999

Sun Hei
- Liga da Primeira Divisão de Hong Kong: 2001–02, 2003–04, 2004–05
- Hong Kong Senior Shield: 2004–05, 2011–12
- Copa FA de Hong Kong: 2002–03, 2004–05, 2005–06
- Copa da Liga de Hong Kong: 2002–03, 2003–04, 2004–05

Monte Carlo
- Liga de Elite: 2008, 2013